# Кевін Леврон
Кевін Марк Леврон (англ. Kevin Mark Levrone; нар. 16 липня 1964, м. Балтимор, штат Меріленд, США) — американський професійний культурист, музикант і актор.

## Біографія
Кевін народився в сім'ї італійця і афроамериканки. Коли йому було 10 років, помер його батько, коли ж йому виповнилося 24, померла від раку його мати. Частково, це підштовхнуло його до заняття бодибілдінгом.
Перших успіхів Кевін домігся на чемпіонаті штату в 1990 році, де зайняв перше місце. У 1991 році стає професіоналом IFBB. В 2003 залишив кар'єру культуриста заради кар'єри музиканта.
Брав участь в конкурсі Mr. Olimpia в 1992,1997, 1999 та 2002 роках, де зайняв 2 місце.
Після завершення кар'єри спортсмена Леврон захоплюється іншими видами спорту, такими як теніс та гольф. Він зіграв у кількох фільмах, а також є музикантом. На початку 2016 року він випустив онлайн-платформу для тренувань, назвавши її TeamLevrone.com. У 2015 році він випустив лінійку спортивного харчування під назвою "Kevin Levrone Signature Series"

## Антропометричні дані
- Зріст: 180 см
- Вага в міжсезоння: 120 кг (пік ваги під час активної змагальної кар'єри)[3]
- Змагальна вага: 110 кг
- Шия: 47 см
- Рука: 68 см
- Біцепс 60 см
- Талія: 76 см
- Грудна клітка: 155 см
- Стегно: 94 см
- Гомілка: 49 см

## Історія виступів
- 1991 Junior Nationals — NPC, HeavyWeight, 2 місце
- 1991 Nationals — NPC, HeavyWeight, 1 місце
- 1991 Nationals — NPC, Абсолютний переможець
- 1992 Chicago Pro Invitational, 3 місце
- 1992 Night of Champions, 1 місце
- 1992 Містер Олімпія, 2 місце
- 1993 Grand Prix France (2), 5 місце
- 1993 Grand Prix Germany (2), 1 місце
- 1993 Grand Prix Spain, 3 місце
- 1993 Містер Олімпія, 5 місце
- 1994 Арнольд Класік, 1 місце
- 1994 Grand Prix England, 2 місце
- 1994 Grand Prix France (2), 1 місце
- 1994 Grand Prix Germany, 2 місце
- 1994 Grand Prix Italy, 1 місце
- 1994 Grand Prix Spain, 2 місце
- 1994 Містер Олімпія, 3 місце
- 1994 San Jose Pro Invitational, 1 місце
- 1995 Grand Prix England, 2 місце
- 1995 Grand Prix Germany, 1 місце
- 1995 Grand Prix Russia, 1 місце
- 1995 Містер Олімпія, 2 місце
- 1996 Арнольд Класік, 1 місце
- 1996 Grand Prix Spain, 2 місце
- 1996 Grand Prix Switzerland, 3 місце
- 1996 Містер Олімпія, 3 місце
- 1996 San Jose Pro Invitational, 1 місце
- 1997 Арнольд Класік, 2 місце
- 1997 Grand Prix Czech Republic, 1 місце
- 1997 Grand Prix England, 1 місце
- 1997 Grand Prix Finland, 1 місце
- 1997 Grand Prix Germany, 1 місце
- 1997 Grand Prix Hungary, 1 місце
- 1997 Grand Prix Russia, 2 місце
- 1997 Grand Prix Spain, 1 місце
- 1997 Містер Олімпія, 4 місце
- 1998 Grand Prix Finland, 2 місце
- 1998 Grand Prix Germany, 2 місце
- 1998 Night of Champions, 2 місце
- 1998 Містер Олімпія, 4 місце
- 1998 San Francisco Pro Invitational, 1 місце
- 1998 Toronto Pro Invitational, 2 місце
- 1999 Арнольд Класік, 2 місце
- 1999 Grand Prix England, 3 місце
- 1999 Містер Олімпія, 4 місце
- 1999 World Pro Championships, 3 місце
- 2000 Арнольд Класік, 3 місце
- 2000 Містер Олімпія, 2 місце
- 2001 Grand Prix England, 1 місце
- 2001 Містер Олімпія, 3 місце
- 2002 Арнольд Класік, 5 місце
- 2002 Grand Prix Australia, 4 місце
- 2002 Містер Олімпія, 2 місце
- 2003 Арнольд Класік, 5 місце
- 2003 Містер Олімпія, 6 місце
- 2003 Show of Strength Pro Championship, 3 місце
- 2016 Містер Олімпія, 16 місце
- 2018 Arnold Classic Australia, 13 місце

## Фільмографія
- 2000 Rap City, в ролі самого себе
- 2005 Crank Yankers, в ролі самого себе
- 2006 The Enchanted Pixie Forest
- 2006 Backlash Turk
- 2006 The Best Damn Sports Show Period, в ролі самого себе
- 2007 Redline Sante
- 2009 Hollywood
- 2010 I Am[en]